# Marian Michniewicz
Marian Michniewicz (ur. 5 grudnia 1922 w Wilnie, zm. 30 kwietnia 2008 w Toruniu) – polski biolog, specjalizujący się w fizjologii roślin. Poseł na Sejm PRL VII kadencji.

## Życiorys
W 1940 rozpoczął studia biologiczne na Uniwersytecie Wileńskim. Został z nich usunięty w 1942, po zajęciu Wilna przez Niemców. Wstąpił do Armii Krajowej, walczył jako partyzant w 3 Wileńskiej Brygadzie pod pseudonimem Kurzawa. W 1944, po zajęciu Wilna przez Armię Czerwoną, obawiając się aresztowania przez NKWD, wstąpił do ludowego Wojska Polskiego. W 1945 został zdemobilizowany i mógł kontynuować studia na Uniwersytecie Marii Curie-Skłodowskiej. Ukończył je w 1948, uzyskując stopień magistra filozofii w zakresie botaniki. Stopień doktora nauk matematyczno-przyrodniczych uzyskał w 1951.
W 1953 został kierownikiem Katedry Fizjologii Roślin Uniwersytetu Mikołaja Kopernika w Toruniu. Od 1958 do 1961 pełnił funkcję dziekana Wydziału Biologii i Nauk o Ziemi UMK. W 1964 uzyskał tytuł profesora nadzwyczajnego, a w 1971 profesora zwyczajnego. Dyrektor (1969–1978) i przewodniczący Rady Naukowej Instytutu Biologii (1978–1981). Od 1986 członek rzeczywisty Polskiej Akademii Nauk.
Autor ponad 100 prac naukowych. Prowadzone przez niego badania dotyczyły głównie czynników wzrostu i rozwoju roślin, zwłaszcza ich aspektu hormonalnego. Był współautorem podręcznika akademickiego Fizjologia roślin (1977, ISBN 83-09-00661-6).
W latach 1972–1983 wiceprzewodniczący Wojewódzkiego Komitetu Frontu Jedności Narodu. Radny Miejskiej Rady Narodowej (1953–1958) oraz Wojewódzkiej Rady Narodowej w Toruniu (1980–1984). W latach 1976–1980 jako bezpartyjny sprawował mandat posła na Sejm PRL VII kadencji, reprezentując okręg toruński. Pracował w Komisjach Sejmowych Administracji, Gospodarki Terenowej i Ochrony Środowiska oraz Nauki i Postępu Technicznego.
Został pochowany w ewangelickiej części cmentarza św. Jerzego w Toruniu.

## Nagrody i wyróżnienia
- Nagrody resortowe 1954, 1967, 1974, 1978
- Krzyż Oficerski Orderu Odrodzenia Polski (1985)
- Krzyż Kawalerski Orderu Odrodzenia Polski
- Złoty Krzyż Zasługi
- Medal 10-lecia Polski Ludowej (1955)[4]
- Medal 30-lecia Polski Ludowej
- Medal 40-lecia Polski Ludowej
- Medal Komisji Edukacji Narodowej (1978)
- Odznaka tytułu honorowego „Zasłużony Nauczyciel Polskiej Rzeczypospolitej Ludowej”
- Convallaria Copernicana (2005)
- Odznaka „Zasłużony Działacz Frontu Jedności Narodu”